# Auma-Aue mit Wolcheteiche und Struthbach-Niederung
Auma-Aue mit Wolcheteiche und Struthbach-Niederung este o arie protejată (arie de protecție specială avifaunistică — SPA) din Germania întinsă pe o suprafață de 877 ha, integral pe uscat.

## Localizare
Centrul sitului Auma-Aue mit Wolcheteiche und Struthbach-Niederung este situat la coordonatele 50°46′39″N 11°56′35″E / 50.7775°N 11.9431°E.

## Înființare
Situl Auma-Aue mit Wolcheteiche und Struthbach-Niederung a fost declarat arie de protecție specială avifaunistică în mai 2007 pentru a proteja 68 de specii de animale.

## Biodiversitate
Situată în ecoregiunea continentală, aria protejată nu include niciun habitat protejat.
La baza desemnării sitului se află mai multe specii protejate de  păsări (68): lăcar mare (Acrocephalus arundinaceus), lăcar-de-rogoz (Acrocephalus schoenobaenus), fluierar de munte (Actitis hypoleucos), minunița (Aegolius funereus), pescăruș albastru (Alcedo atthis), rață sulițar (Anas acuta), rață lingurar (Anas clypeata), rață mică (Anas crecca crecca), rață fluierătoare (Anas penelope), Anas platyrhynchos platyrhynchos, rață cârâitoare (Anas querquedula), Anas strepera strepera, fâsă de luncă (Anthus pratensis), acvilă țipătoare mică (Aquila pomarina), rața moțată (Aythya fuligula), Aythya marila, Bucephala clangula, fugaci de țărm (Calidris alpina), Charadrius dubius curonicus, chirighiță neagră (Chlidonias niger), barză albă (Ciconia ciconia ciconia), barză neagră (Ciconia nigra), erete de stuf (Circus aeruginosus), erete vânăt (Circus cyaneus), Corvus monedula, prepeliță (Coturnix coturnix), cristeiul de câmp (Crex crex), lebădă de iarnă (Cygnus cygnus), lebădă de vară (Cygnus olor), ciocănitoare neagră (Dryocopus martius), egretă albă (Egretta alba), Falco peregrinus peregrinus, șoimul rândunelelor (Falco subbuteo), muscar negru (Ficedula hypoleuca), muscar (Ficedula parva), Fulica atra atra, becațină comună (Gallinago gallinago), Gallinula chloropus chloropus, ciuvică (Glaucidium passerinum), codalb (Haliaeetus albicilla), frunzăriță galbenă (Hippolais icterina), Ixobrychus minutus minutus, capîntortură (Jynx torquilla), sfrâncioc roșiatic (Lanius collurio), sfrâncioc mare (Lanius excubitor excubitor), grelușelul-de-tufiș (Locustella fluviatilis), grelușel-de-zăvoi (Locustella luscinioides), Luscinia svecica cyanecula, Mergus merganser merganser, gaia neagră (Milvus migrans), gaia roșie (Milvus milvus), codobatura galbenă (Motacilla flava), vultur pescar (Pandion haliaetus), viespar (Pernis apivorus), ciocănitoare verzuie (Picus canus), Podiceps cristatus cristatus, Podiceps grisegena grisegena, Podiceps nigricollis nigricollis, Porzana parva parva, cresteț pestriț (Porzana porzana), Rallus aquaticus aquaticus, pițigoi-pungar (Remiz pendulinus), lăstun de mal (Riparia riparia), mărăcinar (Saxicola rubetra), mărăcinar negru (Saxicola torquatus), Tachybaptus ruficollis ruficollis, fluierarul de zăvoi (Tringa ochropus), nagâț (Vanellus vanellus).
Pe lângă speciile protejate, pe teritoriul sitului au mai fost identificate 1 specie de păsări.